# Phayakkhaphum Phisai (huyện)
Phayakkhaphum Phisai (tiếng Thái: พยัคฆภูมิพิสัย) là một huyện (amphoe) của tỉnh Maha Sarakham, đông bắc Thái Lan.

## Địa lý
Các huyện giáp ranh (từ phía bắc theo chiều kim đồng hồ) là Yang Sisurat và Na Dun của tỉnh Maha Sarakham, Pathum Rat và Kaset Wisai của Roi Et Province, Chumphon Buri của Surin Province, và Phutthaisong của tỉnh Buriram.

## Hành chính
Huyện này được chia thành 14 phó huyện (tambon), các đơn vị này lại được chia ra thành 227 làng (muban). Phayakkhaphum Phisai là một thị trấn (thesaban tambon) nằm trên một phần của the tambon Palan and Lan Sakae. Có 14 Tổ chức hành chính tambon.
| STT | Tên           | Tên tiếng Thái | Số làng | Dân số |  |
| --- | ------------- | -------------- | ------- | ------ |  |
| 1.  | Palan         | ปะหลาน         | 16      | 11.151 |  |
| 2.  | Kam Pu        | ก้ามปู           | 17      | 6.746  |  |
| 3.  | Wiang Sa-at   | เวียงสะอาด      | 21      | 6.049  |  |
| 4.  | Mek Dam       | เม็กดำ          | 22      | 9.731  |  |
| 5.  | Na Si Nuan    | นาสีนวล         | 14      | 5.909  |  |
| 9.  | Rat Charoen   | ราษฎร์เจริญ      | 14      | 5.149  |  |
| 10. | Nong Bua Kaeo | หนองบัวแก้ว      | 16      | 6.135  |  |
| 12. | Mueang Tao    | เมืองเตา        | 26      | 7.997  |  |
| 15. | Lan Sakae     | ลานสะแก        | 19      | 6.736  |  |
| 16. | Wiang Chai    | เวียงชัย         | 14      | 3.931  |  |
| 17. | Nong Bua      | หนองบัว         | 13      | 5.841  |  |
| 18. | Rat Phatthana | ราษฎร์พัฒนา      | 14      | 3.876  |  |
| 19. | Mueang Suea   | เมืองเสือ        | 11      | 4.485  |  |
| 20. | Phan Aen      | ภารแอ่น         | 10      | 4.160  |  |

Các con số mất là tambon nay tạo thành huyện Yang Sisurat.